# 月字井站
月字井站是位于吉林省乾安县月字井村的一个铁路车站，邮政编码131405。车站建于1966年，有通让铁路经过该站，现不办理客货运业务，车站及其上下行区间均未电气化。车站距离通辽站238公里，隶属沈阳铁路局，是五等站。